# Эрдт, Ганс Руди
Ганс Руди Эрдт (нем. Hans Rudi Erdt); (31 марта 1883, Бенедиктбойерн — 24 мая 1925, Берлин) — немецкий художник, дизайнер, специалист по литографии, рекламной и книжной графике, известный мастер немецкого плаката 1906—1918 годов.

## Жизнь и творчество
Ганс Руди Эрдт родился в небольшом баварском городе Бенедиктбойерн. После окончания школы, проявляя интерес к литографии, брал уроки у разных педагогов Мюнхена, а затем стал студентом Максимилиана Дазио в Королевской школе прикладных искусств Мюнхена. В 1906 году он создал свой первый плакат, в 1908 переехал в Берлин, где присоединился к группе художников-плакатистов, работы которых печатались в типографии «Hollerbaum & Schmidt».
В 1911 году Эрдт создал несколько постеров для автомобильной фирмы «Opel». Важными для него клиентами были также сигаретные компании — «Batschari» в Баден-Бадене;  «Problem» в берлинском районе Пренцлауэр-Берг;  «Manoli»   в районе Митте и другие. Для них он разрабатывал рекламные объявления и плакаты, публиковавшиеся в журнале «Югенд», посвящённом истории культуры. В каталоге рабочих образцов, опубликованных Эрдтом около 1915 года, содержится множество его проектов для «A. Batschari». Есть его работы и в ганноверском художественном музее Шпренгеля.
Особое признание Эрдт заслужил за инновационное использование книгопечатания в плакатах, как и его коллеги по профессии 
Люсьен Бернхард, Юлиус Клингер, Людвиг Хольвайн (нем. Ludwig Hohlwein), (нем. Ernst Deutsch-Dryden), нем. Julius Gipkens, (нем. Paul Scheurich), (нем. Lucian Zabel).
Во время Первой мировой войны по государственным заказам Эрдт создавал политические плакаты, в том числе для пропаганды патриотических фильмов.
Ганс Руди Эрдт скончался в Берлине от туберкулёза. Дату его смерти источники называют по-разному: 1918, 1922, 1924 или 1925 год. Встречается и такая запись: «Hans Rudi Erdt (1883—1918/25)».

## Галерея

Реклама сигаретных брендов
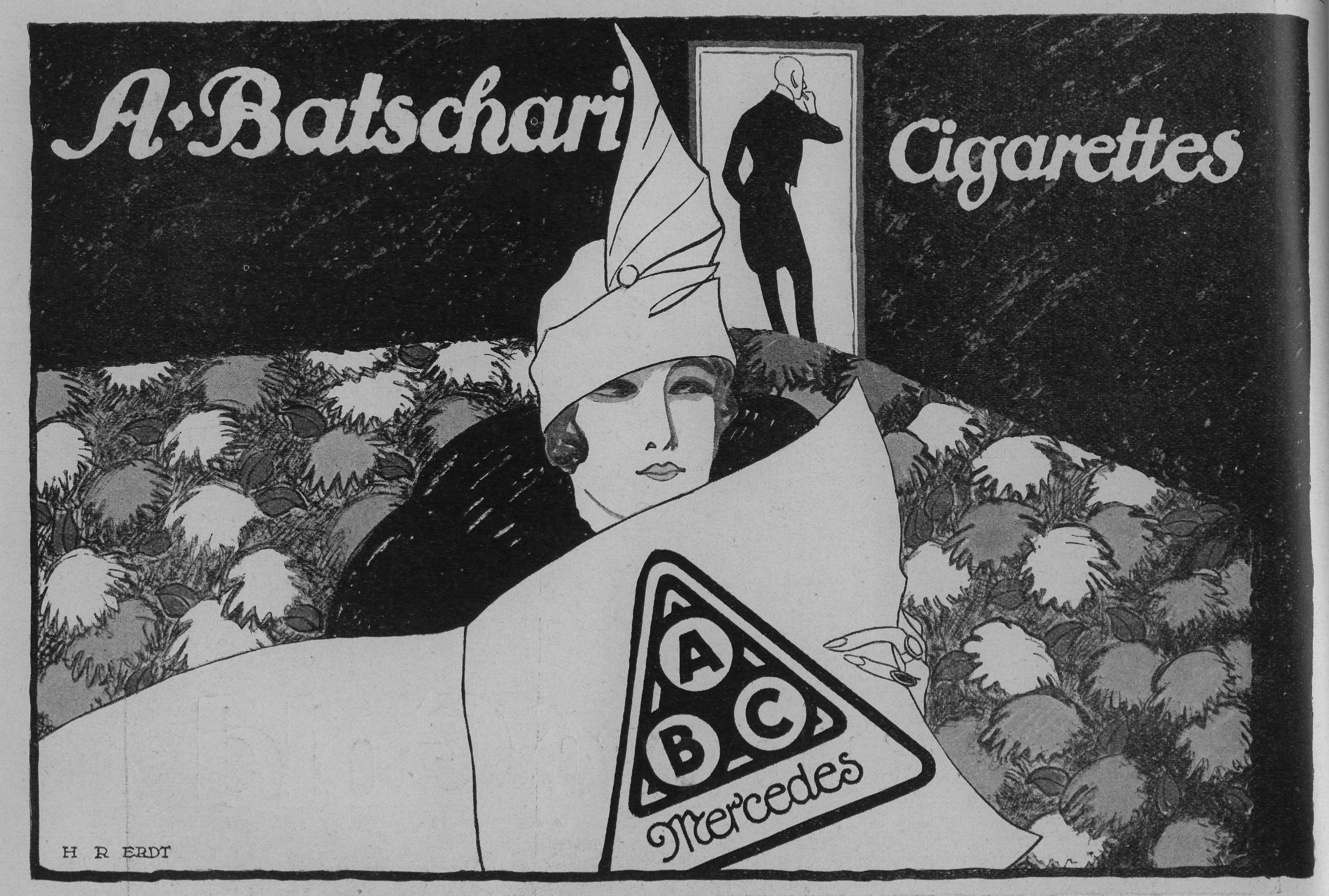
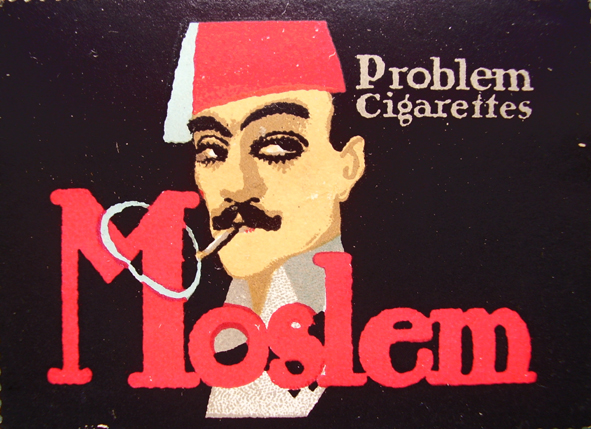
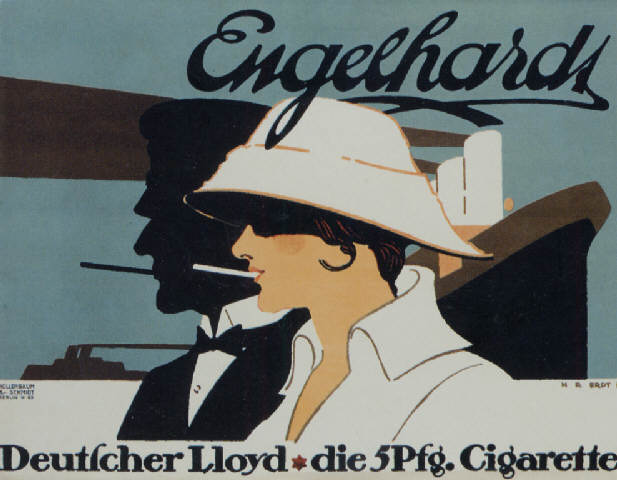

Рекламные плакаты различной тематики
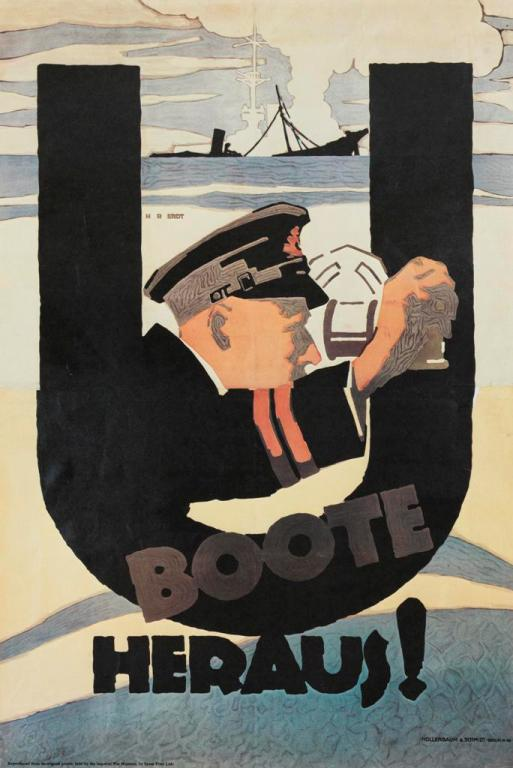
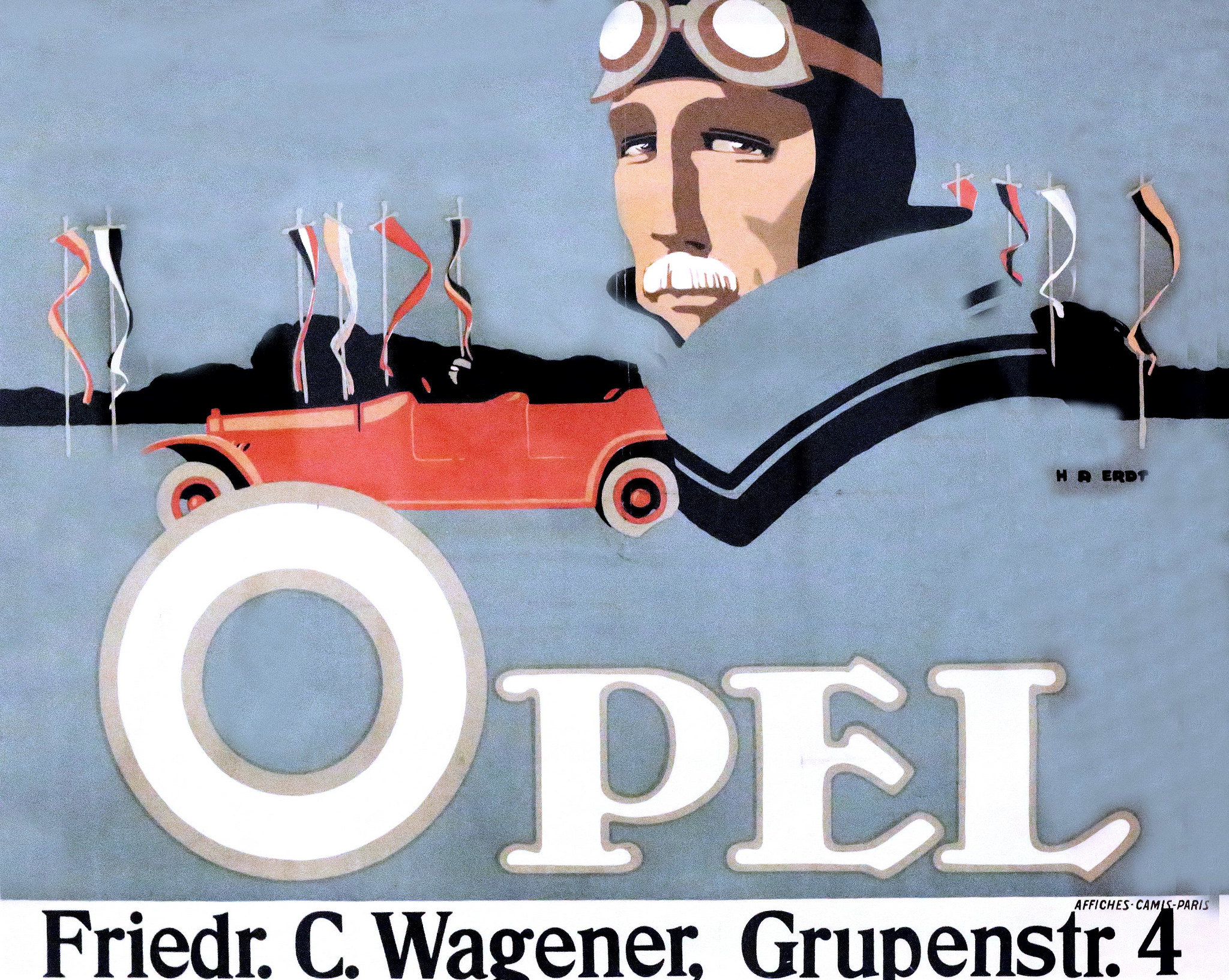
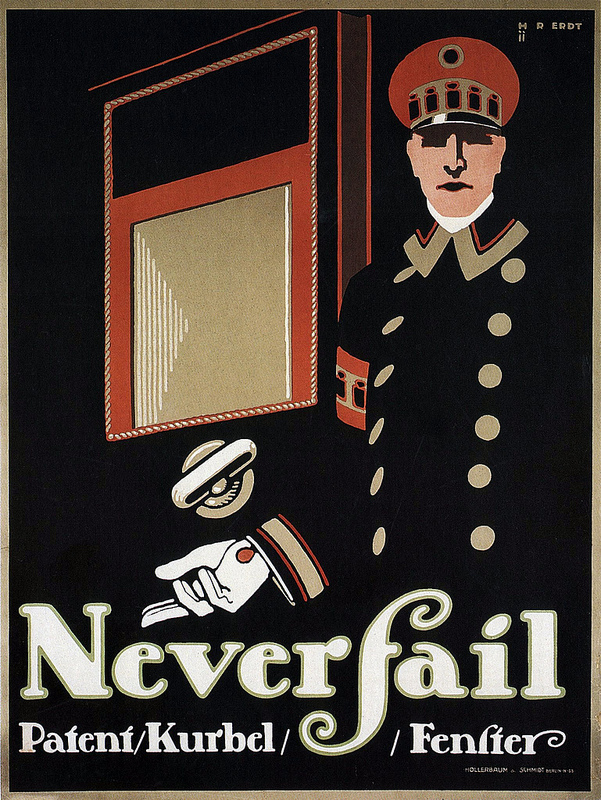